# Bay View (Ohio)
Pour les articles homonymes, voir Bay View.
Bay View est un village américain situé dans le comté d'Erie, dans l’Ohio. Selon le recensement de 2010, sa population est de 632 habitants.